# BD-11 4672
BD-11 4672 är en ensam stjärna i mellersta delen av stjärnbilden Skölden. Den har en skenbar magnitud av ca 10 och kräver ett teleskop för att kunna observeras. Baserat på parallax enligt "Gaia Data Release 3" på ca 36,78 mas, beräknas den ligga på ett avstånd av ca 89 ljusår (ca 27,2 parsec) från solen. Den rör sig närmare solen med en heliocentrisk radialhastighet av –87,5 km/s. Stjärnan noterades 1924 av den tyska astronomen Max Wolf som en stjärna med hög egenrörelse och rör sig över himlavalvet med en vinkelhastighet av 0,401 bågsekund per år.

## Egenskaper
BD-11 4672 är en orange till gul stjärna i huvudserien av spektralklass K7 V. Den har en massa av ca 0,65 solmassor, en radie av ca 0,64 solradier och utsänder energi från dess fotosfär motsvarande 0,157 gånger solen vid en effektiv temperatur av ca 4 600 K. Den är en metallfattig stjärna som visar ett överskott av järn som är 35 procent av solens. Ingen signifikant flareaktivitet har observerats på stjärnan, som visar tecken på en solliknande magnetisk aktivitetscykel med en period på 7–10 år.

## Planetsystem
År 2010 utförde ett team av astronomer från High Accuracy Radial Velocity Planet Searcher en radialhastighetsanalys, vilken ledde till misstanke om en exoplanet i form av en gasjätte i omloppsbana kring BD−11 4672. Existensen av exoplaneten bekräftades 2014. År 2020 upptäcktes en andra exoplanet på en inre och mycket mer excentrisk bana nära den inre kanten av stjärnans beboeliga zon.
| Planet | Massa               | Halv storaxel (AE) | Siderisk omloppstid (d) | Excentricitet | Inklination | Radie |
| ------ | ------------------- | ------------------ | ----------------------- | ------------- | ----------- | ----- |
| b      | >0,65 ± 0,05 MJ     | 2,36 ± 0,04        | 1 634 ± 14              | 0,05 ± 0,05   | -           | -     |
| c      | >0,04836 ± 0,066 MJ | 0,3 ± 0,01         | 74,2 ± 0,08             | 0,4 ± 0,15    | -           | -     |